# Ljubuška
Ljubuška (Любушка) è un film del 1961 diretto da Vladimir Pavlovič Kaplunovskij.